# Lidia Kulikovski
Lidia Kulikovski (n. 8 martie 1951, Nicoreni, raionul Drochia, RSS Moldovenească, URSS) este o bibliotecară și bibliografă din Republica Moldova.

## Studii
A absolvit în 1973 Facultatea de litere, secția bibliotecomonie a Universității de Stat din Moldova, la profesorii Ion Osadcenco, Anatol Ciobanu ș.a. În 2003 a susținut teza de doctor în științe pedagogice cu tema „Evoluția serviciilor de bibliotecă pentru persoanele dezavantajate în contextul democratizării societății”.

## Carieră
După terminarea studiilor, lucrează ca șef de filială la Biblioteca Municipală din Chișinău, în 1978-1982 este director al sistemului centralizat de biblioteci din Cahul, în 1982-1989 șef serviciu „Achiziție și completare”, iar din 1989/1990 până în 2013 este directoare a Bibliotecii Municipale B. P. Hasdeu.
Lidia Kulikovski este autoarea a multor proiecte de cercetare bibliografică și coordonatoarea națională a proiectelor europene PULMAN, Calimera ș.a. În anii 2000-2004 a fost președintele Asociației Bibliotecarilor din RM. În 2002 a fondat publicația de biblioteconomie și asistență informațională „BiblioPolis”, un timp fiind și redactor-șef adjunct la revista „Magazin bibliologic” (din 1999).
A vizitat, în interes de serviciu, inclusiv ca invitată, Biblioteca Congresului din SUA, Biblioteca Națională a Chinei⁠(d), Centrul Cultural „Georges-Pompidou”, Biblioteca Națională a Danemarcei⁠(d), biblioteci municipale din Finlanda, Grecia, Rusia, Israel, România, Ucraina etc.
A scris circa 200 de studii și cercetări, bibliografii, interviuri, prefețe, eseuri etc. Sub auspiciile Bibliotecii B. P. Hasdeu a lansat un serial de biobibliografii din 25 de cărți consacrate creației și vieții unor scriitori, oameni de artă, cultură și știință din R. Moldova.
Deopotrivă cu activitatea științifică se manifestă și ca pedagog, fiind conferențiar universitar la Universitatea de Stat (USM), Facultatea Jurnalism și Științe ale comunicării, catedra de Biblioteconomie și Asistență Informațională. Predă cursuri de Biblioteconomie generală, Servicii informaționale pentru persoane dezavantajate, Sociologia cărții și lecturii, Managementul proiectelor pentru biblioteci. A predat și bibliotecarilor practici la Școala de Biblioteconomie de pe lângă Asociația Bibliotecarilor din RM.

### La Biblioteca Municipală B. P. Hasdeu

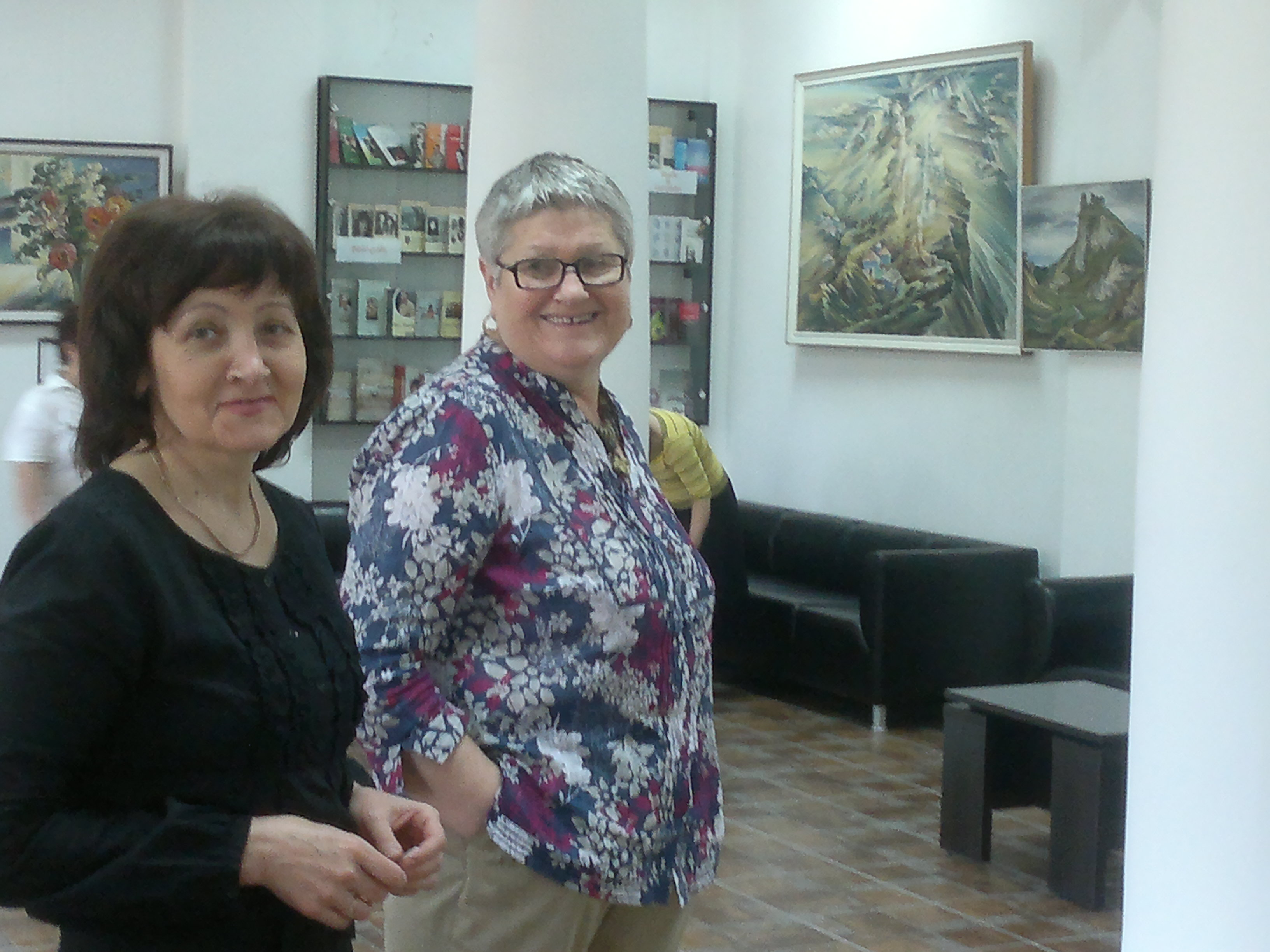
Cu directorul adjunct al Bibliotecii Hasdeu, Elena Butucel

La Biblioteca Municipală, a deideologizat fondul de documente al instituției și a inițiat eforturile de dezvoltare și extindere care au adus la numărul curent de filiale. Având sprijinul unor județe din România, a deschis nouă biblioteci de carte românească la Chișinău: „Alba Iulia”, „Onisifor Ghibu”, „Maramureș”, „Ovidius”, „Liviu Rebreanu”, „Ștefan cel Mare”, „Târgoviște”, „Târgu-Mureș” și „Transilvania”. Grație altui proiect, „Servicii de bibliotecă pentru minoritățile naționale”, la Chișinău s-au deschis biblioteci de carte rusă, ucraineană, polonă, bulgară, evreiască, găgăuză.

## Aprecieri
Lidia Kulikovski a primit titlul de Lucrător emerit al culturii în 1987 și a fost distinsă cu Medalia „Meritul Civic” în 1996, Ordinul „Gloria Muncii” în 2010, Ordinul Republicii în 2021. Este deținătoare a Premiului european „Managerul secolului XXI” (2001).
„Printre intelectualii orașului este o autoritate de necontestat. În secolul luminilor astfel de spirite, o Madame Recamier⁠(d) sau o E. Dașkova, făceau gloria unei societăți. În timpurile noastre, mai ales căutăm scuze în condițiile ce ne-au fost hărăzite. Cu toate acestea, cel puțin, în clipele jubiliare, să recunoaștem, că dacă Ion Madan este Bibliograful universitar al biblioteconomiei noastre naționale, iar Alexe Rău este Bibliosoful acestei branșe cenușe(rizate!) de vremurile astea tulburi (dna Claudia Balaban rămînînd cu devotament la dragostea-i dintîi a Cărții pentru copii!), atunci Lidia Kulikovski este prin excelență Biblio-Gospodarul, temeinic și doct, al Chișinăului.”—Ion Hadârcă, scriitor

## Viața personală
Lidia s-a căsătorit în 1976 cu Victor Kulikovski, inginer. Împreună au două fiice: Dumitrița, filolog, stabilită în Spania și Victoria, marketolog.

## Volume de autor

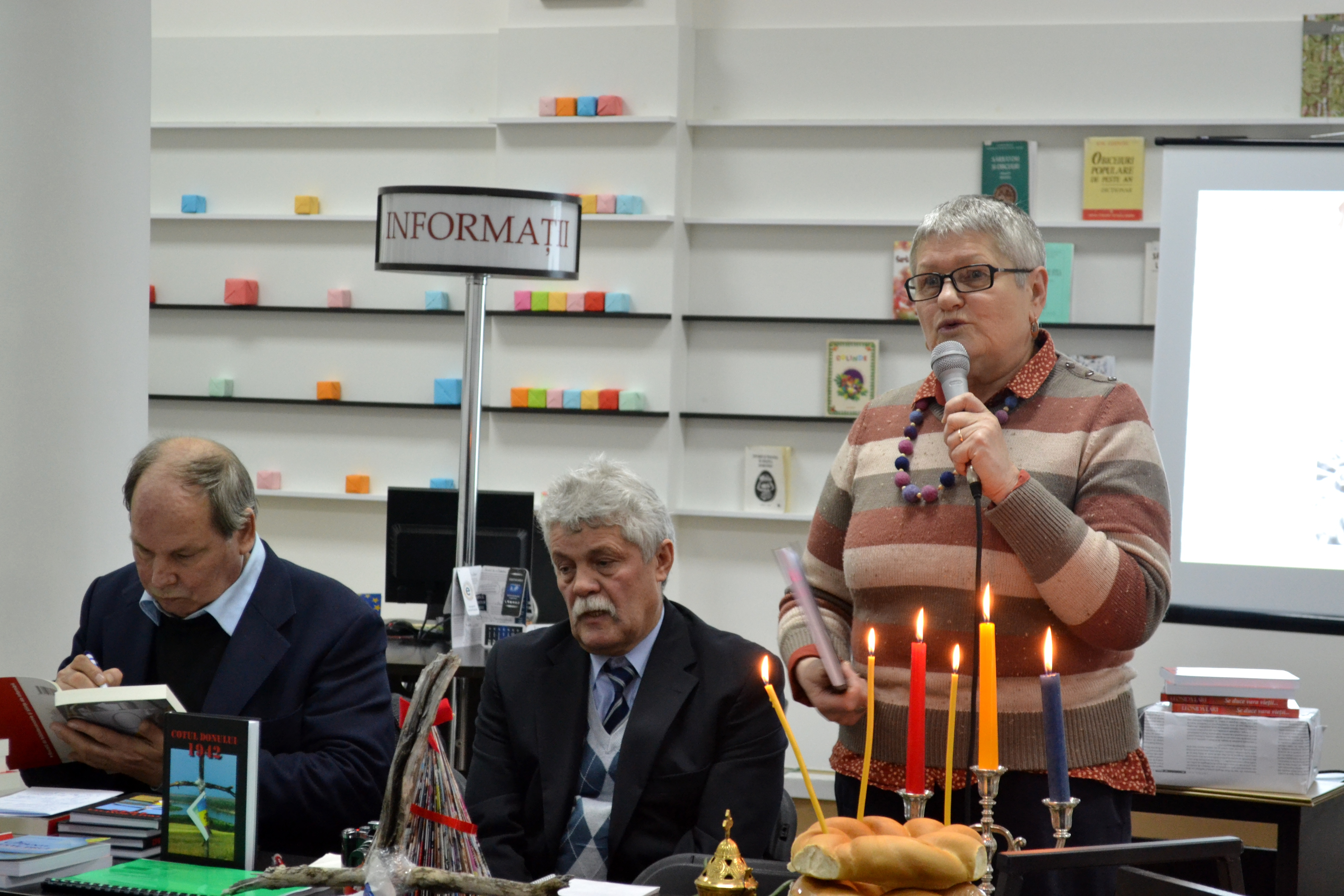
Kulikovski la lansarea unei cărți de Vasile Șoimaru

- Clasificarea Zecimală Universală : man. didactic pentru studenții secției de bibl. Natalia Senocosov, Nelly Țurcan, Lidia Kulikovski. Chișinău : Museum, 1995. 59 p.
- Prestarea serviciilor de bibliotecă destinate persoanelor dezavantajate : ghid. Chișinău : [S. n.], 1999. 14 p.
- Evoluția serviciilor de bibliotecă pentru persoane dezavantajate în contextul democratizării societății : autoref. tezei de doctor în pedagogie. Specialitatea: 13.00.05 – Teoria, metodica și organizarea activității de culturalizare. Chișinău, 2003. 22 p.
- Servicii de bibliotecă pentru persoanele dezavantajate. Istoric. Prezent. Tendințe : st. monografic. USM ; Fac. de Jurnalism și Științe ale Comunicării ; Cat. de Biblioteconomie și Asistență Informațională. Chișinău : [S. n.], 2004. 180 p.
- Accesul persoanelor dezavantajate la potențialul bibliotecilor: manual pentru bibliotecari. Aut. Lidia Kulikovski. Chișinău : Epigraf S.R.L., 2006 (F.E.-P. Tipografia Centrală). 288 p.
- Cartea, modul nostru de a dăinui : Contribuții la dezvoltarea domeniului biblioteconomic: interviuri, management, instruire, biblioteci-bibliotecari, asociația, miscelaneu. Aut. Lidia Kulikovski; Bibl. Mun. „B.P. Hasdeu”. Chișinău : Reclama, 2006. 268 p.
- Biblioteconomie : Studii, cercetări, recenzii, prefețe, eseuri, interviuri. Bibl. Municipală “B.P. Hasdeu”. Chișinău : Magna-Princeps SRL, 2008. 256 p.
- Biblioteca Municipală „B.P. Hasdeu” – bibliotecă inovantă. Autor de proiect L. Kulikovski, echipa de creație: G. Scobioală, T. Coșeri, T. Fiodoruc, T. Foiu, L. Câșlaru, L. Pânzari. Chișinău, 2009. 140 p.
- Manual de identitate. Bibl. Mun. „B.P. Hasdeu”; L. Kulikovski; echipa de creație: G. Scobioală, T. Roșca, L. Pânzari. Ch.: [Ed. Magna princeps], 2009. 40 p.
- Nicolae Dabija. Cioplitorul de ferestre : monografie bibliogr. Alcăt.:  Claudia Tricolici, Lidia Kulikovski ; ed. îngrijită de Mariana Harjevschi ; Bibl. Municipală „B.P. Hasdeu”. Chișinău: S. n. (Tipogr. „Garomont Studio”). 507 p. (Colecția „Bibliographica”).
- Biblioteca modernă : Glosar de termeni uzuali. Aut. Lidia Kulikovski, Oleg Bursuc, Denis Ganea; coord.: Violeta Bunescu; Novateca Global Library Programm. Chișinău, 2018. 140 p. ISBN 978-9975-134-31-6.
- Biblioteca interactivă : 111 forme și metode de animație. Aut. Lidia Kulikovski ; ed. coord. de M. Harjevschi ; red. de specialitate: G. Scobioală ; Bibl. Municipală „B.P. Hasdeu”. Chișinău : S.n., 2021 (Garomont Studio SRL). 321 p.  (Col. de buzunar, ISBN 978-9975-3451-3-2).
- Puterea inovației / Biblioteca Municipală „B. P. Hasdeu”; idee: Lidia Kulikovski; concept: Lidia Kulikovski, Mariana Harjevschi. – Chișinău: Garomont-Studio, 2022. – 396 p. – (Colecția „Professional”, ISBN 978-9975-134-31-6). ISBN 978-9975-162-34-0.
- Chișinăul în plăci memoriale : Catalog-album / Lidia Kulikovski, Ana Răileanu ; coordonator: Mariana Harjevschi ; Biblioteca Municipală „B.P. Hasdeu”. – Chișinău : [S. n.], 2024 (Bons Offices). – 427 p. : il. în parte color. – (Colecția „Chișinăuiana”, ISBN 978-9975-162-30-2).